# Bsonderach
Die Bsonderach (auch Bsondrach) ist ein der Ostrach zufließender Gebirgsbach in der Oberallgäuer Gemeinde Bad Hindelang in Bayern.
Die Bsonderach entsteht durch den Zusammenfluss von mehreren Quellbächen im Süden des Retterschwanger Tales in den Allgäuer Alpen. Dazu gehören der Entschenbach, der an der Westseite des Entschenkopfs entspringt, und zahlreiche Quellbäche von der Ostseite des Großen Daumens. Die Bsonderach fließt durch das Retterschwanger Tal nach Norden, ehe sie südlich des Weilers Bruck in die Vordere Kehlrinne fließt, die nach etwa 200 Metern in die Ostrach mündet. Ein Teil des Wassers der Bsonderach wird durch einen etwa 600 Meter langen Kanal abgezweigt und zum Betrieb der Turbinen des 1927 errichteten Wasserkraftwerks Bruck genutzt. 1869 wurde eine Triftordnung für die Ostrach erlassen, die auch für die Bsonderach galt. Das auf der Bsonderach getrifete Holz versorgte die Nagelschmieden im Ostrachtal und das Hüttenwerk Sonthofen mit Holzkohle, bis die Trift auf der Bsonderach 1891 eingestellt wurde.